# 日本長老教会
日本長老教会（にほんちょうろうきょうかい）は、日本の米国系プロテスタント福音派の団体。日本福音同盟に加盟している。

## 沿革
- 1948年 - 美濃ミッションのフィウェル宣教師の招きによって、アメリカの聖書長老教会の海外宣教組織から、P.フォックスウェル夫妻が三重県の四日市港に上陸した。また、J.ヤング宣教師が来日し、四日市での伝道に加わった。
- 1949年 - 東京堀ノ内で神学校を計画していた長谷川真太郎の要請を受けて、全員が東京に移った。東京基督神学校が設立される。無牧になった四日市教会に東京基督神学校の学生が定期的に通う。
- 1955年 - 小畑進が四日市教会の初代牧師に就任した。
- 1956年12月9日 - 当初、横浜海岸教会、堀の内グループにも呼びかけたが機が熟せず、宣教師と日本人協力者によって生まれた3教会（済美ヶ丘教会、松ノ木教会、四日市教会）、6伝道所の代表者によって東京で日本基督長老教会が設立された。初代議長は後藤光三である。なお、1959年には横浜海岸教会から分かれた山の上教会が加わり、堀の内グループも日本福音長老教会設立を経て、1993年に合同した。
- 1979年6月3日 - 台湾基督長老教会から日本に派遣された鍾子時牧師の支援の元、日本福音長老教会が5教会(井田、西船橋、蓮沼、堀ノ内、横浜山手)で設立。
- 1993年5月3日 - 日本基督長老教会と日本福音長老教会が合同し、日本長老教会になる。

## 特色
30周年記念宣言には以下のように記載されている。
- 純粋な聖書的信仰、厳正な改革主義神学
  - 注）ウェストミンスター信仰基準（ウェストミンスター信仰告白ならびに大小教理問答）が信仰基準である。
- 清潔なキリスト者生活
  - 注）飲酒など、この世の慰めに捕らわれない生活を送る事を重視します。
- 長老政治
- 積極的立証と宣教
- 日本基督長老教会々員による自主自営の精神

## 主な牧師
- 堀越暢治(元 四日市教会牧師)
- 宇田進（元 西武柳沢キリスト教会）
- 木内伸嘉（府中西原キリスト教会）
- 小畑進
- 清水武夫（玉川上水キリスト教会）
- 森和亮（元 横浜山手キリスト教会）
- 柴田敏彦（元 希望キリスト教会）
- 村瀬俊夫
- 柳吉弥太（所沢聖書教会）